# Пугачёва, Екатерина Макаровна
Екатерина Макаровна Пугачёва (30 июля 1929 — 11 января 2022) — передовик советского сельского хозяйства, доярка Боровского опытно-производственного хозяйства Сибирского научно-исследовательского проектного и технологического института животноводства, Новосибирская область, Герой Социалистического Труда (1971).

## Биография
Родилась 30 июля 1929 года в деревне Малое Шляпово (на территории современного Ордынского района Новосибирской области; село попало в зону затопления при создании Новосибирского водохранилища) в русской крестьянской семье.
К началу Великой Отечественной войны Екатерина успела завершить обучение в трёх классах сельской школы. В 1942 году девочка начала свою трудовую деятельность. Трудилась наравне со взрослыми до самого окончания войны.
В 1945 году перешла работать дояркой. В 1953 всех жителей, из-за подтопления, переселили в село Береговое Новосибирского района. В годы 8-й, 9-й и 10-й пятилетки она добивалась значительных производственных результатов. Одна из первых смогла надоить 5000 килограммов молока в среднем от одной коровы.
Указом Президиума Верховного Совета СССР от 8 апреля 1971 года за получение высоких показателей в сельском хозяйстве и рекордные надои молока Екатерине Макаровне Пугачёвой было присвоено звание Героя Социалистического Труда с вручением ордена Ленина и медали «Серп и Молот».
Продолжала трудиться в хозяйстве, показывала высокие производственные результаты. С 1980 года на пенсии. Член КПСС. С 1962 по 1978 годы являлась депутатом Боровского сельского совета.
Проживала в селе Береговое Новосибирского района.

## Награды
За трудовые успехи была удостоена:
- золотая звезда «Серп и Молот» (08.04.1971)
- орден Ленина (08.04.1971)
- Медаль «За доблестный труд в Великой Отечественной войне 1941—1945 гг.» (06.06.1945)
- другие медали.